# 右脳でブチ殺せ!
『右脳でブチ殺せ！』は、ハイテクノロジー・スーサイドの4thアルバム。オリジナルアルバムとしては前作から14年振りのリリースとなった。ジャケット画は五月女ケイ子。

## 解説
- 当初は10曲で10分無いアルバムを構想していたが、14年振りのアルバムということで没となった。
- 『DOLL』のインタビューによるとMINATOは、やるからには速さも重さも以前よりスケールアップしなければ意味が無い、年を取って落ち着いたと言われたら終わりだと語っている。

## 収録曲
1. 右脳でブチ殺せ!
　（作詞：ザ・クレイジーSKB / 作詞・作曲：minato441）
ネットやテレビゲームの世界に熱中する現代の若者は、現実と仮想現実を行ったり来たりで現実とオーヴァーラップしてしまい境界線が無くなり、既に右脳でしか考えていないのではないかという曲。
2. MURDER COOL MURDER
　（作詞：ザ・クレイジーSKB / 作詞・作曲：minato441）
とある国の人は完全に洗脳されている。その人々をゾンビと仮定し、近未来にはその国から難民化したゾンビがどんどんまだまだ来る。受け入れきれないので、ならば撃ち殺してしまえという曲。
3. 赤類家族計画
　（作詞：ザ・クレイジーSKB / 作詞・作曲：minato441）
犯罪者がどんどん低年齢化していき、終いには3歳児が犯罪を犯すような時代が来るという曲。
4. KKKKK －黄色い体と血液の神様革命団－
　（作詞：ザ・クレイジーSKB / 作詞・作曲：minato441）
日本で偉そうにしている白人や黒人に対して、ここは黄色人種の国なのだから日本に入国する黒人には入国審査で九九や算数をやらせろという曲。
5. DEAD FLESH MARKET
　（作詞：ザ・クレイジーSKB / 作詞・作曲：minato441）
6. 18782+18782=37564
　（作詞：ザ・クレイジーSKB / 作詞・作曲：minato441）
クレイジーが嫌な奴と嫌な奴を足すと皆殺しなることに閃いてできた曲。
7. GOD SPEED YOU SILVER EMPEROR
　（作詞：ザ・クレイジーSKB / 作詞・作曲：minato441）
8. ジョンは病気
　（作詞：ザ・クレイジーSKB / 作詞・作曲：minato441）　
北の将軍様へのオマージュ。
9. デトロイト・コック・シチュー
　（作詞：ザ・クレイジーSKB / 作詞・作曲：minato441）
10. HAVE A NICE DIE!
　（作詞：ザ・クレイジーSKB / 作詞・作曲：minato441）
近い将来起こるであろう社会変動、そういう時代が来ても笑って死んでやろうという曲。

## 参加ミュージシャン
- ザ・クレイジーSKB - Black Grind Distortion Voice & Words
- minato441 - Crash On Flying Guitar & Songs & Words
- ツージーQコリンズ - Antiaging Superstar & 四次元Bass
- プロレタリアート本間 - Suspected Machine & Sampling Shaman
- HIROSHI - World's End Driving Drums & Motorcycle Man
- ラビアンヌ・ミサ - Killer Sweet Lips
- モンチ&メガネ - Deadly Scream
- dead K - ギター
- Kim - トランペット